# Vòng loại Giải vô địch bóng đá nữ thế giới 2015 (Bảng 2 UEFA)
Bảng 2 vòng loại Giải vô địch bóng đá nữ thế giới 2015 khu vực châu Âu là một trong bảy bảng đấu do UEFA tổ chức để chọn ra đại diện tham dự Giải vô địch bóng đá nữ thế giới 2015. Bảng đấu bao gồm Cộng hòa Séc, Estonia, Ý, Macedonia, România và Tây Ban Nha.
Đội đầu bảng sẽ vào thẳng World Cup. Trong số bảy đội nhì bảng, bốn đội có thành tích tốt nhất (trước các đội thứ nhất, thứ ba, thứ tư và thứ năm trong bảng) sẽ tiếp tục thi đấu các trận play-off.

## Bảng xếp hạng
| VT | Đội           | ST | T | H | B | BT | BB | HS  | Đ  | Giành quyền tham dự |      |      |     |     |     |     |      |
| -- | ------------- | -- | - | - | - | -- | -- | --- | -- | ------------------- | ---- | ---- | --- | --- | --- | --- | ---- |
| 1  | Tây Ban Nha   | 10 | 9 | 1 | 0 | 42 | 2  | +40 | 28 | World Cup           |      | —    | 2–0 | 3–2 | 1–0 | 6–0 | 12–0 |
| 2  | Ý             | 10 | 8 | 1 | 1 | 48 | 5  | +43 | 25 | Play-off            |      | 0–0  | —   | 6–1 | 1–0 | 4–0 | 15–0 |
| 3  | Cộng hòa Séc  | 10 | 4 | 2 | 4 | 21 | 18 | +3  | 14 |                     |      | 0–1  | 0–4 | —   | 0–0 | 6–0 | 5–2  |
| 4  | România       | 10 | 3 | 2 | 5 | 18 | 11 | +7  | 11 |                     | 0–2  | 1–2  | 0–0 | —   | 0–3 | 6–1 |      |
| 5  | Estonia       | 10 | 2 | 1 | 7 | 8  | 33 | −25 | 7  |                     | 0–5  | 1–5  | 1–4 | 0–2 | —   | 1–1 |      |
| 6  | Bắc Macedonia | 10 | 0 | 1 | 9 | 6  | 74 | −68 | 1  |                     | 0–10 | 0–11 | 1–3 | 1–9 | 0–2 | —   |      |

1. ↑  Estonia được xử thắng 3–0. Trận đấu thực tế có tỉ số 2–0 nghiêng về phía România.

## Các kết quả
Múi giờ địa phương là CEST (UTC+02:00) vào mùa hè và CET (UTC+01:00) vào mùa đông.
| Bắc Macedonia        | 1–9      | România                                                               |
| -------------------- | -------- | --------------------------------------------------------------------- |
| Andonova 22' (ph.đ.) | Chi tiết | Dușa 4', 9', 21', 53' · Sârghe 12' · Rus 49', 59', 81' · Vătafu 90+1' |

| Estonia | 1–5      | Ý                                                            |
| ------- | -------- | ------------------------------------------------------------ |
| Loo 88' | Chi tiết | Mauro 57' · Gabbiadini 68', 72' · Rosucci 70' · Bonansea 77' |

| Ý             | 1–0      | România |
| ------------- | -------- | ------- |
| Girelli 90+3' | Chi tiết |         |

| Bắc Macedonia | 1–3      | Cộng hòa Séc                              |
| ------------- | -------- | ----------------------------------------- |
| Rochi 62'     | Chi tiết | Divišová 45+2' · Voňková 60' (ph.đ.), 73' |

| Tây Ban Nha                                                                               | 6–0      | Estonia |
| ----------------------------------------------------------------------------------------- | -------- | ------- |
| Bermúdez 14', 58' (ph.đ.) · Torrejón 28' · Hermoso 45' · Natalia Pablos 72' · Paredes 81' | Chi tiết |         |

| Bắc Macedonia | 0–2      | Estonia               |
| ------------- | -------- | --------------------- |
|               | Chi tiết | Jekimova 8' · Loo 58' |

| România | 0–0      | Cộng hòa Séc |
| ------- | -------- | ------------ |
|         | Chi tiết |              |

| Tây Ban Nha                | 2–0      | Ý |
| -------------------------- | -------- | - |
| Bermúdez 37' · Natalia 56' | Chi tiết |   |

| Tây Ban Nha | 1–0      | România |
| ----------- | -------- | ------- |
| García 40'  | Chi tiết |         |

| Tây Ban Nha                         | 3–2      | Cộng hòa Séc                    |
| ----------------------------------- | -------- | ------------------------------- |
| Bermúdez 15', 45+1' · Corredera 78' | Chi tiết | I. Martínková 80' · Voňková 82' |

| Ý                                                                                | 6–1      | Cộng hòa Séc |
| -------------------------------------------------------------------------------- | -------- | ------------ |
| Gabbiadini 26', 32' · Manieri 49' · Bonansea 61' · Domenichetti 64' · Panico 71' | Chi tiết | Divišová 44' |

| Tây Ban Nha                                                                                              | 12–0     | Bắc Macedonia |
| --- | -------- | ------------- |
| Boquete 4', 72' · Bermúdez 11', 46' · Hermoso 26', 70' · Vicky 44' · Natalia 59', 64', 83', 90+3', 90+4' | Chi tiết |               |

| Ý | 0–0      | Tây Ban Nha |
| - | -------- | ----------- |
|   | Chi tiết |             |

| Bắc Macedonia | 0–10     | Tây Ban Nha                                                                                    |
| ------------- | -------- | ---------------------------------------------------------------------------------------------- |
|               | Chi tiết | Bermúdez 29', 30', 59' · Torrejón 33' · Pablos 45' · Jenni 45+1', 65', 73' · Calderón 62', 64' |

| România    | 1–2      | Ý                           |
| ---------- | -------- | --------------------------- |
| Vătafu 80' | Chi tiết | Panico 36' · Gabbiadini 78' |

| Cộng hòa Séc                                                           | 6–0      | Estonia |
| ---------------------------------------------------------------------- | -------- | ------- |
| Kožárová 3' · Cahynová 12' · Krejčiříková 24', 41' · Svitková 26', 72' | Chi tiết |         |

| Cộng hòa Séc | 0–0      | România |
| ------------ | -------- | ------- |
|              | Chi tiết |         |

| Bắc Macedonia | 0–11     | Ý |
| ------------- | -------- | --- |
|               | Chi tiết | Panico 5' · Girelli 9', 11', 39' · Manieri 26' · Gabbiadini 27', 43' · Bonansea 51' · Carissimi 77' · Brumana 83' · Fuselli 90+4' |

| Estonia | 0–5      | Tây Ban Nha                                      |
| ------- | -------- | ------------------------------------------------ |
|         | Chi tiết | Losada 21', 59' · Natalia 32', 35' · Hermoso 63' |

| Cộng hòa Séc | 0–4      | Ý                                                      |
| ------------ | -------- | ------------------------------------------------------ |
|              | Chi tiết | Panico 13' (ph.đ.), 18' · Gabbiadini 20' · Manieri 37' |

| Estonia | 1–1      | Bắc Macedonia |
| ------- | -------- | ------------- |
| Loo 3'  | Chi tiết | Andonova 39'  |

| Cộng hòa Séc                                                  | 5–2      | Bắc Macedonia     |
| ------------------------------------------------------------- | -------- | ----------------- |
| Cahynová 35' · Pincová 47' · Martínková 49', 80' · Hloupá 90' | Chi tiết | Andonova 48', 72' |

| Estonia | 0–2      | România       |
| ------- | -------- | ------------- |
|         | Chi tiết | Dușa 29', 38' |

| Estonia   | 1–4      | Cộng hòa Séc                               |
| --------- | -------- | ------------------------------------------ |
| Aarna 72' | Chi tiết | Svitková 22', 27', 69' · Raadik 81' (l.n.) |

| România                                                                 | 6–1      | Bắc Macedonia |
| ----------------------------------------------------------------------- | -------- | ------------- |
| Voicu 12' · Bâtea 42' · Lunca 55', 63' · Corduneanu 90+1' · Spânu 90+4' | Chi tiết | Salihi 50'    |

| România | 0–2      | Tây Ban Nha      |
| ------- | -------- | ---------------- |
|         | Chi tiết | Natalia 28', 59' |

| Ý                                                           | 4–0      | Estonia |
| ----------------------------------------------------------- | -------- | ------- |
| Bonansea 6' · Zlidnis 8' (l.n.) · Cernoia 27' · Manieri 65' | Chi tiết |         |

| Cộng hòa Séc | 0–1      | Tây Ban Nha   |
| ------------ | -------- | ------------- |
|              | Chi tiết | Boquete 90+1' |

| România        | 0–3 Xử thắng | Estonia |
| -------------- | ------------ | ------- |
| Spânu 18', 38' | Chi tiết     |         |

| Ý | 15–0     | Bắc Macedonia |
| --- | -------- | ------------- |
| Sabatino 14', 28', 45+1', 48', 51', 76' · Camporese 22' · Panico 23', 27' · Tuttino 61' · Bonansea 62', 69', 85' · Cernoia 64' · D'Adda 72' | Chi tiết |               |

## Cầu thủ ghi bàn
12 bàn
- Natalia Pablos

10 bàn
- Sonia Bermúdez

8 bàn
- Melania Gabbiadini

7 bàn
- Jennifer Hermoso
- Barbara Bonansea
- Patrizia Panico

6 bàn
- Cosmina Dușa
- Daniela Sabatino

5 bàn
- Kateřina Svitková

4 bàn
- Nataša Andonova
- Cristiana Girelli
- Raffaella Manieri

3 bàn
- Katrin Loo
- Laura Rus
- Florentina Spânu
- Verónica Boquete
- Victoria Losada

2 bàn
- Klára Cahynová
- Petra Divišová
- Tereza Krejčiříková
- Irena Martínková
- Lucie Voňková
- Alexandra Lunca
- Ştefania Vătafu
- Nagore Calderón
- Marta Torrejón
- Valentina Cernola

1 bàn
- Lucie Hloupá
- Tereza Kožárová
- Veronika Pincová
- Signy Aarna
- Kaidi Jekimova
- Gentjana Rochi
- Afrodita Salihi
- Mara Bâtea
- Andreea Corduneanu
- Raluca Sârghe
- Andreea Voicu
- Marta Corredera
- Ruth García
- Irene Paredes
- Paola Brumana
- Elisa Camporese
- Marta Carissimi
- Roberta D'Adda
- Giulia Domenichetti
- Silvia Fuselli
- Ilaria Mauro
- Martina Rosucci
- Alessia Tuttino

1 bàn phản lưới
- Pille Raadik (trận gặp Cộng hòa Séc)
- Inna Zlidnis (trận gặp Ý)